# Nati nel 1831
| Questa pagina contiene informazioni ricavate automaticamente dalle voci biografiche con l'ausilio del template Bio e di un bot. L'aggiornamento è periodico e automatico e ricostruisce completamente la pagina. Se manca una persona in questa lista, sei pregato di non aggiungerla, ma accertati piuttosto che la sua voce biografica contenga il template Bio e che i dati anagrafici siano correttamente compilati. Se il template Bio manca, inseriscilo tu stesso o, in alternativa, metti l'avviso {{tmp\|Bio}} che ne segnala la mancanza. Se i dati riportati sono sbagliati, correggi direttamente la voce biografica; le modifiche saranno visibili in questa lista entro pochi giorni. Per chiarimenti vedi il progetto biografie. La lista contiene solo le 394 persone che sono citate nell'enciclopedia e per le quali è stato implementato correttamente il template Bio. Pagina aggiornata al 18 lug 2025. |

## Gennaio(35)
- 1º gennaio - Joseph Gobanz, zoologo, geologo e geografo austriaco († 1899)
- 1º gennaio - Thomas Wilkinson, militare britannico († 1887)
- 1º gennaio - Eduard Wölfflin, filologo classico e latinista svizzero († 1908)
- 3 gennaio - Enrico Gamba, pittore italiano († 1883)
- 3 gennaio - Savitribai Phule, poetessa, scrittrice e attivista indiana († 1897)
- 7 gennaio - Heinrich von Stephan, funzionario e politico tedesco († 1897)
- 8 gennaio - Victor-Lucien-Sulpice Lécot, cardinale e arcivescovo cattolico francese († 1908)
- 9 gennaio - Giovanni Battista Monteverde, patriota e marinaio italiano († 1897)
- 10 gennaio - Faustino Tanara, patriota e militare italiano († 1876)
- 11 gennaio - Jean-Baptiste Baudoin, presbitero e missionario francese († 1875)
- 11 gennaio - Charles Olivier de Penne, pittore francese († 1897)
- 12 gennaio - Franz Georg Philipp Buchenau, botanico tedesco († 1906)
- 12 gennaio - Giacinto Oliverio, politico italiano († 1890)
- 12 gennaio - Philip Webb, architetto e designer britannico († 1915)
- 13 gennaio - Giuseppe Loss, alpinista austro-ungarico († 1880)
- 13 gennaio - Luigi Mattia Zorn, arcivescovo cattolico sloveno († 1897)
- 14 gennaio - Giorgio Vittorio di Waldeck e Pyrmont, nobile tedesco († 1893)
- 15 gennaio - Georg Sauerwein, editore, poeta e linguista tedesco († 1904)
- 16 gennaio - Jovan Ristić, politico e diplomatico serbo († 1899)
- 16 gennaio - Alessandro di Lippe, principe tedesco († 1905)
- 17 gennaio - Elisabetta Francesca d'Asburgo-Lorena, nobildonna († 1903)
- 17 gennaio - Antonio Francesco Gonzaga, nobile e militare italiano († 1899)
- 18 gennaio - Edward Ferrero, generale e coreografo statunitense († 1899)
- 20 gennaio - Edward Routh, matematico inglese († 1907)
- 21 gennaio - Nicola Cantalamessa Papotti, scultore italiano († 1910)
- 22 gennaio - Giovanni Bolis, militare, funzionario e prefetto italiano († 1884)
- 22 gennaio - Francis Guthrie, botanico e matematico sudafricano († 1899)
- 22 gennaio - Cristiano di Schleswig-Holstein, principe tedesco († 1917)
- 24 gennaio - Amato Amati, geografo e storico italiano († 1904)
- 25 gennaio - Konstantin Nikolaevič Leont'ev, filosofo, medico e monaco cristiano russo († 1891)
- 26 gennaio - Anton de Bary, botanico e micologo tedesco († 1888)
- 26 gennaio - Mary Mapes Dodge, scrittrice e editrice statunitense († 1905)
- 29 gennaio - Mariano Semmola, medico, filosofo e politico italiano († 1896)
- 30 gennaio - Henri Rochefort, letterato, giornalista e politico francese († 1913)
- 31 gennaio - Benedetto De Lisi, scultore italiano († 1875)

## Febbraio(33)
- 2 febbraio - Antonio Vismara, giurista, scrittore e bibliografo italiano († 1903)
- 3 febbraio - Louis Rémy Mignot, pittore statunitense († 1870)
- 3 febbraio - Odgen Rood, fisico statunitense († 1902)
- 4 febbraio - Enrico Sartori, pittore italiano († 1889)
- 6 febbraio - Antoine Armand Arnaud, politico e giornalista francese († 1885)
- 9 febbraio - Giuseppe Gibelli, medico e botanico italiano († 1898)
- 9 febbraio - Marcello Mazzanti, vescovo cattolico italiano († 1908)
- 10 febbraio - Maa el Ainin, mistico e politico sahrāwī († 1910)
- 10 febbraio - Nadežda Filaretovna von Meck, mecenate russa († 1894)
- 10 febbraio - Raffaele di Nonno, arcivescovo cattolico italiano († 1895)
- 12 febbraio - Myra Bradwell, avvocata, editrice e attivista statunitense († 1894)
- 13 febbraio - Francesco Ceva Grimaldi, politico italiano († 1899)
- 13 febbraio - John Aaron Rawlins, politico e generale statunitense († 1869)
- 14 febbraio - Ferdinand de Schlatter, velista francese († 1907)
- 15 febbraio - Adolf Deucher, politico svizzero († 1912)
- 16 febbraio - Nikolaj Semënovič Leskov, scrittore e giornalista russo († 1895)
- 18 febbraio - Oskar von Alvensleben, pittore tedesco († 1903)
- 19 febbraio - Michele Chiesa, imprenditore, banchiere e politico italiano († 1918)
- 20 febbraio - Arthur Ranc, giornalista e politico francese († 1908)
- 20 febbraio - Patrick John Ryan, arcivescovo cattolico irlandese († 1911)
- 21 febbraio - Jacopo Caponi, giornalista e scrittore italiano († 1909)
- 21 febbraio - Francesco Maria Guerrieri Failla, poeta e patriota italiano († 1900)
- 21 febbraio - Henri Meilhac, librettista e drammaturgo francese († 1897)
- 22 febbraio - Pavel Apollonovič Rovinskij, storico, slavista e etnografo russo († 1916)
- 22 febbraio - Giovanni Torlonia, poeta, filosofo e filantropo italiano († 1858)
- 23 febbraio - Hendrik Willem Mesdag, pittore olandese († 1915)
- 24 febbraio - Leo von Caprivi, generale e politico tedesco († 1899)
- 26 febbraio - Filippo Marchetti, compositore italiano († 1902)
- 27 febbraio - Nikolaj Nikolaevič Ge, pittore russo († 1894)
- 28 febbraio - Alfonso Arborio Gattinara di Breme, politico italiano († 1903)
- 28 febbraio - Maurice Dumarest, ufficiale, collezionista d'arte e mecenate francese († 1913)
- 28 febbraio - Augusto Righi, politico italiano († 1902)
- 28 febbraio - Edward James Stone, astronomo britannico († 1897)

## Marzo(36)
- 1º marzo - John Thynne, IV marchese di Bath, diplomatico inglese († 1896)
- 2 marzo - Metta Victoria Fuller Victor, scrittrice statunitense († 1885)
- 3 marzo - Gioacchino La Lomia, presbitero e missionario italiano († 1905)
- 3 marzo - George Pullman, inventore e imprenditore statunitense († 1897)
- 3 marzo - Carlo Valenziani, orientalista italiano († 1896)
- 4 marzo - Camille Chabaneau, filologo, saggista e grammatico francese († 1908)
- 4 marzo - Sebastiano Mottura, geologo e ingegnere italiano († 1897)
- 5 marzo - Marcos Jiménez de la Espada, zoologo, esploratore e storico spagnolo († 1898)
- 6 marzo - Giorgio Scherer, pittore e disegnatore italiano († 1896)
- 6 marzo - Philip Henry Sheridan, generale statunitense († 1888)
- 7 marzo - Henry Moore, pittore inglese († 1895)
- 8 marzo - Giovanni Andrea Gasparini, patriota e medico italiano († 1879)
- 10 marzo - Rudolf Schirmer, oculista tedesco († 1896)
- 12 marzo - Joseph Gérard, missionario francese († 1914)
- 12 marzo - Clement Studebaker, imprenditore statunitense († 1901)
- 13 marzo - Ernst Gustav Kraatz, entomologo e zoologo tedesco († 1909)
- 14 marzo - Nikolaj von der Osten-Sacken, diplomatico russo († 1912)
- 15 marzo - Daniele Comboni, missionario e vescovo cattolico italiano († 1881)
- 15 marzo - Edward Aylesworth Perry, generale e politico statunitense († 1889)
- 16 marzo - Anna Alcott Pratt, statunitense († 1893)
- 17 marzo - Fiorenzo Bava Beccaris, generale italiano († 1924)
- 19 marzo - Francesco Carega, politico e agronomo italiano († 1905)
- 19 marzo - Franz Senn, presbitero e alpinista austriaco († 1884)
- 20 marzo - Theodor Aman, pittore rumeno († 1891)
- 20 marzo - Isabel Burton, scrittrice e esploratrice britannica († 1896)
- 22 marzo - John Hope, VI conte di Hopetoun, ufficiale scozzese († 1873)
- 24 marzo - Faustino Míguez González, presbitero spagnolo († 1925)
- 26 marzo - Wilhelm Mannhardt, etnologo tedesco († 1880)
- 27 marzo - Johann Friedrich Horner, oculista svizzero († 1886)
- 27 marzo - Emilio Zasio, patriota e militare italiano († 1869)
- 28 marzo - Teofilo Sola, imprenditore italiano († 1879)
- 29 marzo - Amelia Edith Barr, scrittrice britannica († 1919)
- 29 marzo - Antonio Cardarelli, medico, patologo e politico italiano († 1927)
- 29 marzo - Thomas Lemuel James, politico statunitense († 1916)
- 31 marzo - Archibald Scott Couper, chimico scozzese († 1892)
- 31 marzo - Heinrich von Calice, diplomatico e nobile austriaco († 1912)

## Aprile(29)
- 1º aprile - Albert Anker, pittore svizzero († 1910)
- 2 aprile - Floriano Del Zio, patriota e politico italiano († 1914)
- 2 aprile - Caterina Vogoride-Conachi, nobile e rivoluzionaria rumena († 1870)
- 3 aprile - Adelaide di Löwenstein-Wertheim-Rosenberg, principessa tedesca († 1909)
- 4 aprile - Ferdinando Pratesi, coreografo italiano († 1879)
- 4 aprile - Federico Spantigati, politico italiano († 1884)
- 4 aprile - Edward Cary Walthall, politico e generale statunitense († 1898)
- 5 aprile - Bernhard Danckelmann, botanico tedesco († 1901)
- 6 aprile - Salvatore Parpaglia, avvocato e politico italiano († 1916)
- 7 aprile - Giovanni Amistani, militare italiano († 1907)
- 7 aprile - Karl Friederichs, filologo classico e archeologo tedesco († 1871)
- 7 aprile - Augusta Tanari Malvezzi, nobile e patriota italiana († 1886)
- 10 aprile - Filippo Serafini, giurista italiano († 1897)
- 12 aprile - Grenville M. Dodge, generale statunitense († 1916)
- 12 aprile - Constantin Meunier, pittore e scultore belga († 1905)
- 14 aprile - Gerhard Rohlfs, esploratore tedesco († 1896)
- 15 aprile - Eugène Poubelle, funzionario, avvocato e diplomatico francese († 1907)
- 18 aprile - Eduard von Martens, zoologo tedesco († 1904)
- 20 aprile - Pietro Gradenigo, medico italiano († 1904)
- 21 aprile - Ernest Besnier, dermatologo francese († 1909)
- 21 aprile - James Starley, inventore inglese († 1881)
- 24 aprile - George Nares, navigatore britannico († 1915)
- 25 aprile - Raffaele Lucente, medico e politico italiano († 1890)
- 25 aprile - Marie Laetitia Bonaparte-Wyse, scrittrice e nobile francese († 1902)
- 27 aprile - Carl Braun, gesuita e astronomo tedesco († 1907)
- 28 aprile - Félix Pisani, mineralogista francese († 1920)
- 28 aprile - Peter Guthrie Tait, fisico scozzese († 1901)
- 29 aprile - Federico I di Anhalt, duca († 1904)
- 30 aprile - Romolo Gessi, geografo, esploratore e militare italiano († 1881)

## Maggio(10)
- 1º maggio - Emily Stowe, medico canadese († 1903)
- 7 maggio - Richard Norman Shaw, architetto scozzese († 1912)
- 10 maggio - Giorgio Manin, patriota italiano († 1882)
- 18 maggio - Kawanabe Kyōsai, pittore e incisore giapponese († 1889)
- 22 maggio - Henry Vandyke Carter, medico, anatomista e illustratore inglese († 1897)
- 26 maggio - Jules Didier, pittore e litografo francese († 1914)
- 27 maggio - Luigi Cossa, economista italiano († 1896)
- 27 maggio - Giuseppe Gavazzi, numismatico italiano († 1913)
- 29 maggio - Stanislas Limousin, farmacista e inventore francese († 1887)
- 31 maggio - Giuseppe Giuliani, giurista italiano († 1910)

## Giugno(26)
- 1º giugno - John Bell Hood, generale statunitense († 1879)
- 1º giugno - Redfield Proctor, politico statunitense († 1908)
- 2 giugno - Marcelino Sanz de Sautuola, giurista e archeologo spagnolo († 1888)
- 3 giugno - Max Abraham, editore musicale tedesco († 1900)
- 7 giugno - Andrea Calenda di Tavani, politico e prefetto italiano († 1904)
- 7 giugno - Amelia Edwards, scrittrice, giornalista e egittologa inglese († 1892)
- 13 giugno - James Clerk Maxwell, fisico e matematico scozzese († 1879)
- 18 giugno - Peter Nicolai Arbo, pittore norvegese († 1892)
- 18 giugno - Silverio Capparoni, pittore italiano († 1907)
- 18 giugno - Paolo Mei, pittore italiano († 1900)
- 19 giugno - Ludwig Stark, pianista, compositore e insegnante tedesco († 1884)
- 20 giugno - Halil Şerif Pascià, diplomatico e politico ottomano († 1879)
- 21 giugno - Ludovico in Baviera, duca († 1920)
- 21 giugno - Carlotta di Prussia, principessa († 1855)
- 22 giugno - Pauline de Witt, storica francese († 1874)
- 24 giugno - Rebecca Harding Davis, scrittrice e giornalista statunitense († 1910)
- 24 giugno - Henry Herbert, IV conte di Carnarvon, nobile e politico britannico († 1890)
- 26 giugno - Salvatore Depau, vescovo cattolico italiano († 1899)
- 26 giugno - Julius Rodenberg, poeta, scrittore e editore tedesco († 1914)
- 27 giugno - Anthony Ashley-Cooper, VIII conte di Shaftesbury, nobile e ufficiale inglese († 1886)
- 27 giugno - Giovanni Boncoraggio, brigante italiano († 1910)
- 28 giugno - Vincenzo Cosentino, magistrato italiano († 1879)
- 28 giugno - Joseph Joachim, violinista, direttore d'orchestra e compositore ungherese († 1907)
- 28 giugno - Otto Stobbe, giurista tedesco († 1887)
- 29 giugno - Vincenzo Palizzolo Gravina, storico italiano († 1914)
- 29 giugno - Samuel F. Tappan, giornalista e militare statunitense († 1913)

## Luglio(36)
- 1º luglio - Wojciech Gerson, pittore polacco († 1901)
- 1º luglio - Giovanni Battista Tenani, politico e militare italiano († 1892)
- 2 luglio - Aleksandr Osipovič Bernardazzi, architetto russo († 1907)
- 2 luglio - Domenico Russo, pittore e commediografo italiano († 1907)
- 4 luglio - Salvatore Ottolenghi, avvocato e politico italiano († 1895)
- 8 luglio - John Pemberton, militare e farmacista statunitense († 1888)
- 9 luglio - Wilhelm His, medico svizzero († 1904)
- 9 luglio - Giovanni Tamiotti, militare italiano († 1916)
- 10 luglio - Pietro Loreta, chirurgo e politico italiano († 1889)
- 12 luglio - Gustav Kross, pianista russo († 1885)
- 15 luglio - Reinhold Begas, scultore tedesco († 1911)
- 15 luglio - Salomon Moos, medico tedesco († 1895)
- 16 luglio - Naser al-Din Shah Qajar, persiano († 1896)
- 17 luglio - Thérèse Tietjens, soprano tedesco († 1877)
- 17 luglio - Xianfeng, imperatore cinese († 1861)
- 18 luglio - Edoardo Agnelli, imprenditore e politico italiano († 1871)
- 18 luglio - Johann Martin Schleyer, glottoteta e presbitero tedesco († 1912)
- 18 luglio - Carlo Tranfo, avvocato e politico italiano († 1908)
- 21 luglio - Filippo Prosperi, pittore italiano († 1913)
- 22 luglio - Josef Hoffmann, pittore austriaco († 1904)
- 22 luglio - Andrej Nikolaevič Korf, generale russo († 1893)
- 22 luglio - Kōmei, imperatore giapponese († 1867)
- 22 luglio - Giovanni Battista Lusiardi, patriota italiano († 1871)
- 23 luglio - Thomas Hodgkin, storico inglese († 1913)
- 24 luglio - Fernando Primo de Rivera, generale e politico spagnolo († 1921)
- 25 luglio - Cheoljong di Joseon, sovrano coreano († 1864)
- 26 luglio - Pietro Brunetta d'Usseaux, generale italiano († 1904)
- 27 luglio - Carlo Municchi, magistrato, prefetto e politico italiano († 1911)
- 27 luglio - Ludvig Nobel, imprenditore, ingegnere e filantropo svedese († 1888)
- 29 luglio - Nabíl-i-A`ẓam, storico iraniano († 1892)
- 31 luglio - Botho zu Eulenburg, nobiluomo e politico prussiano († 1912)
- 31 luglio - Nathaniel Creswick, calciatore inglese († 1917)
- 31 luglio - Paul Du Chaillu, antropologo, zoologo e esploratore statunitense († 1903)
- 31 luglio - Ermanno Loescher, editore tedesco († 1892)
- 31 luglio - Enrico Reffo, pittore italiano († 1917)
- 31 luglio - Il'ja Nikolaevič Ul'janov, insegnante e politico russo († 1886)

## Agosto(33)
- 1º agosto - Antonio Cotogni, baritono italiano († 1918)
- 2 agosto - Wilhelm von Christ, filologo classico tedesco († 1906)
- 4 agosto - Domenico Marinangeli, patriarca cattolico italiano († 1921)
- 5 agosto - Giovanni Pantaleo, patriota e militare italiano († 1879)
- 7 agosto - Frederic Farrar, presbitero, docente e scrittore indiano († 1903)
- 8 agosto - Nikolaj Nikolaevič Romanov, nobile russo († 1891)
- 9 agosto - Vasilij Stepanovič Kuročkin, poeta, giornalista e traduttore russo († 1875)
- 9 agosto - James Paris Lee, inventore scozzese († 1904)
- 12 agosto - Helena Blavatsky, teosofa e saggista russa († 1891)
- 13 agosto - Salomon Jadassohn, compositore e insegnante tedesco († 1902)
- 14 agosto - Adolf von Becker, pittore finlandese († 1909)
- 14 agosto - Ignazio Behnam II Benni, patriarca cattolico ottomano († 1897)
- 15 agosto - Antonio Ottavi, patriota e militare italiano († 1866)
- 16 agosto - Hiram Bingham II, missionario statunitense († 1908)
- 16 agosto - Ebenezer Cobb Morley, dirigente sportivo inglese († 1924)
- 18 agosto - Elena di Nassau, principessa belga († 1888)
- 19 agosto - Hermann Berthold, tipografo e imprenditore tedesco († 1904)
- 20 agosto - Eduard Suess, geologo austriaco († 1914)
- 21 agosto - Baccio Maineri, scrittore, giornalista e bibliotecario italiano († 1899)
- 21 agosto - Raffaele Villari, patriota e scrittore italiano († 1908)
- 22 agosto - William Hayman Cummings, musicista, tenore e organista inglese († 1915)
- 24 agosto - Augusto di Svezia, principe svedese († 1873)
- 25 agosto - Ludwig von Gredler, militare austriaco († 1868)
- 25 agosto - Ludwik Mlokosiewicz, esploratore, zoologo e botanico polacco († 1909)
- 26 agosto - Júlia Hunyady de Kéthely, nobildonna ungherese († 1919)
- 27 agosto - Heinrich Hermann Fitting, giurista tedesco († 1918)
- 28 agosto - Lucy Hayes, first lady statunitense († 1889)
- 28 agosto - Ludvig Norman, compositore, pianista e direttore d'orchestra svedese († 1885)
- 28 agosto - Augusto Peiroleri, diplomatico e politico italiano († 1912)
- 28 agosto - Francesco Protonotari, economista e editore italiano († 1888)
- 29 agosto - Giacomo Naretti, artigiano e architetto italiano († 1899)
- 29 agosto - Juan Santamaría, militare costaricano († 1856)
- 29 agosto - Amerigo Seghieri, scacchista italiano († 1893)

## Settembre(27)
- 2 settembre - Aldo Annoni, avvocato e politico italiano († 1900)
- 2 settembre - Giuseppe Parvis, ebanista e scultore italiano († 1909)
- 3 settembre - Henry Laurens Mitchell, politico statunitense († 1903)
- 4 settembre - Giovanni Visconti Venosta, nobile, patriota e scrittore italiano († 1906)
- 5 settembre - Frederick Gard Fleay, critico letterario inglese († 1909)
- 5 settembre - Victorien Sardou, drammaturgo francese († 1908)
- 7 settembre - Alexandre Falguière, pittore e scultore francese († 1900)
- 7 settembre - Alfonso Visocchi, politico italiano († 1909)
- 8 settembre - Wilhelm Raabe, scrittore tedesco († 1910)
- 9 settembre - William Montagu Douglas Scott, VI duca di Buccleuch, politico britannico († 1914)
- 10 settembre - William A. Peffer, politico statunitense († 1912)
- 12 settembre - Álvares de Azevedo, scrittore, poeta e saggista brasiliano († 1852)
- 13 settembre - Andrew Noble, fisico britannico († 1915)
- 16 settembre - Romualdo Bonfadini, giornalista, politico e magistrato italiano († 1899)
- 18 settembre - Siegfried Marcus, ingegnere e inventore tedesco († 1898)
- 19 settembre - Elias Schrenk, teologo tedesco († 1913)
- 19 settembre - Giuseppe Sensales, prefetto e politico italiano († 1902)
- 20 settembre - Marianne Adelaide Hedwig Dohm, scrittrice tedesca († 1919)
- 22 settembre - Geremia Bonomelli, vescovo cattolico italiano († 1914)
- 22 settembre - Theodore Roosevelt, imprenditore e filantropo statunitense († 1878)
- 24 settembre - Emilio Teza, linguista, glottologo e traduttore italiano († 1912)
- 28 settembre - Giacomo Macrì, giurista e politico italiano († 1908)
- 28 settembre - Massimiliano Antonio di Thurn und Taxis, nobile tedesco († 1867)
- 29 settembre - Fran Levstik, scrittore sloveno († 1887)
- 29 settembre - John Schofield, generale statunitense († 1906)
- 30 settembre - Joseph Delboeuf, psicologo e filosofo belga († 1896)
- 30 settembre - Frederick Richards Leyland, armatore e collezionista d'arte britannico († 1892)

## Ottobre(25)
- 1º ottobre - Vincenzo D'Anna, politico italiano († 1902)
- 3 ottobre - Guglielmo d'Assia-Philippsthal-Barchfeld, principe († 1890)
- 4 ottobre - Francesco Coccapieller, giornalista e politico italiano († 1901)
- 6 ottobre - Richard Dedekind, matematico tedesco († 1916)
- 6 ottobre - Matteo Tassi, pittore italiano († 1895)
- 8 ottobre - Paul von Hatzfeldt, politico e diplomatico tedesco († 1901)
- 11 ottobre - Giovanni Battista Borea d'Olmo, nobile e politico italiano († 1936)
- 11 ottobre - Juan Nepomuceno Zegrí y Moreno, presbitero spagnolo († 1905)
- 12 ottobre - Luigi Chiurazzi, editore italiano († 1926)
- 14 ottobre - Anna Rosa Gattorno, religiosa italiana († 1900)
- 15 ottobre - Horace Austin, politico statunitense († 1905)
- 15 ottobre - Emilio Bacci, avvocato, magistrato e politico italiano († 1907)
- 15 ottobre - Isabella Bird, scrittrice inglese († 1904)
- 16 ottobre - Vincenzo Padula, presbitero e patriota italiano († 1860)
- 18 ottobre - Federico III di Germania, sovrano tedesco († 1888)
- 24 ottobre - Felice Garelli, politico italiano († 1903)
- 28 ottobre - Achille Basile, patriota, prefetto e politico italiano († 1893)
- 29 ottobre - Giulio Cottrau, compositore italiano († 1916)
- 29 ottobre - Othniel Charles Marsh, paleontologo statunitense († 1899)
- 29 ottobre - John Bunyan Reeve, pastore protestante statunitense († 1916)
- 30 ottobre - Andrew Jackson Bryant, politico statunitense († 1888)
- 31 ottobre - Paul Durand-Ruel, mercante d'arte francese († 1922)
- 31 ottobre - Paolo Mantegazza, fisiologo, patologo e igienista italiano († 1910)
- 31 ottobre - Romualdo Pacheco, politico e diplomatico statunitense († 1899)
- 31 ottobre - Carl von Voit, fisiologo tedesco († 1908)

## Novembre(31)
- 1º novembre - Harry Atkinson, politico neozelandese († 1892)
- 1º novembre - Leopoldo Marenco, drammaturgo, librettista e latinista italiano († 1899)
- 2 novembre - August Essenwein, architetto e storico dell'arte tedesco († 1892)
- 3 novembre - Pietro Di Marco, magistrato e politico italiano († 1904)
- 3 novembre - Ignatius Donnelly, politico e saggista statunitense († 1901)
- 4 novembre - Girolamo Rossi, archeologo, storico e numismatico italiano († 1914)
- 5 novembre - William Meade Fishback, politico statunitense († 1903)
- 6 novembre - Anna Leonowens, scrittrice, educatrice e attivista britannica († 1915)
- 7 novembre - Bernardo Maria di Gesù, presbitero italiano († 1911)
- 7 novembre - Mélanie Calvat, religiosa e veggente francese († 1904)
- 7 novembre - Antonino Sangiorgi, magistrato, avvocato e politico italiano († 1899)
- 8 novembre - Robert Bulwer-Lytton, politico britannico († 1891)
- 10 novembre - Alfonso Cavagnari, avvocato e politico italiano († 1881)
- 11 novembre - Daniel Willard Fiske, bibliografo, linguista e scacchista statunitense († 1904)
- 12 novembre - Anton Kerner von Marilaun, botanico austriaco († 1898)
- 12 novembre - Dario Querci, pittore italiano († 1918)
- 12 novembre - William Hall Yale, politico statunitense († 1917)
- 13 novembre - Ashley Eden, diplomatico britannico († 1887)
- 14 novembre - Adolph von La Valette-St. George, anatomista e zoologo tedesco († 1910)
- 15 novembre - Ernst Hallier, botanico e micologo tedesco († 1904)
- 15 novembre - Alexander Morten, calciatore inglese († 1900)
- 16 novembre - Constance Nantier-Didiée, mezzosoprano francese († 1867)
- 18 novembre - Joseph Tournois, scultore francese († 1891)
- 19 novembre - James A. Garfield, politico e generale statunitense († 1881)
- 19 novembre - Beniamino Marciano, patriota, educatore e politico italiano († 1907)
- 22 novembre - Léopold Flameng, incisore e pittore belga († 1911)
- 24 novembre - Giovanni Battista Enrico Geymet, politico italiano († 1900)
- 27 novembre - Apollonio Apolloni, patriota e medico italiano († 1904)
- 27 novembre - Gustav Radde, esploratore e naturalista tedesco († 1903)
- 28 novembre - Eugène Benoist, filologo classico e latinista francese († 1887)
- 30 novembre - Ippolito Nievo, scrittore, patriota e militare italiano († 1861)

## Dicembre(31)
- 1º dicembre - Tommaso Maria Fusco, presbitero italiano († 1891)
- 1º dicembre - Maria Amelia di Braganza, principessa brasiliana († 1853)
- 2 dicembre - Paul Du Bois-Reymond, matematico tedesco († 1889)
- 2 dicembre - Angelo Moro Lin, attore teatrale e drammaturgo italiano († 1899)
- 5 dicembre - Pietro Compagna, politico italiano († 1910)
- 5 dicembre - Hans Heinrich Landolt, chimico svizzero († 1910)
- 5 dicembre - Emilio Ponzio Vaglia, generale e politico italiano († 1912)
- 7 dicembre - Joanna Mary Boyce, pittrice inglese († 1861)
- 7 dicembre - Charles Gauthier, scultore francese († 1891)
- 8 dicembre - Fëdor Aleksandrovič Bredichin, astronomo russo († 1904)
- 8 dicembre - John Brett, pittore britannico († 1902)
- 8 dicembre - János Libényi, operaio ungherese († 1853)
- 13 dicembre - Bonaventura da Calangianus, religioso italiano († 1916)
- 13 dicembre - Basilio Magni, letterato, storico dell'arte e giurista italiano († 1925)
- 14 dicembre - Arsenio Martínez Campos y Antón, generale spagnolo († 1900)
- 15 dicembre - Ludwig Nohl, musicologo tedesco († 1885)
- 16 dicembre - Henri-Raymond Casgrain, storico e scrittore canadese († 1904)
- 19 dicembre - Albert Oppel, geologo e paleontologo tedesco († 1865)
- 19 dicembre - Odoardo Tabacchi, scultore italiano († 1905)
- 19 dicembre - José Evaristo Uriburu, politico e avvocato argentino († 1914)
- 22 dicembre - William Hale White, scrittore britannico († 1913)
- 23 dicembre - Pasquale D'Ercole, filosofo italiano († 1917)
- 23 dicembre - Marie-Azélie Guérin Martin, francese († 1877)
- 25 dicembre - Salomon Lefmann, filologo tedesco († 1912)
- 25 dicembre - Johann Ritter von Herbeck, compositore e direttore d'orchestra austriaco († 1877)
- 26 dicembre - Alessandro Bottero, basso italiano († 1892)
- 27 dicembre - Lucius Fairchild, politico, generale e diplomatico statunitense († 1896)
- 27 dicembre - Giovanni Mestica, filologo e politico italiano († 1903)
- 28 dicembre - Hayashi Hiromori, compositore giapponese († 1896)
- 29 dicembre - Charles Zidler, impresario teatrale francese († 1897)
- 30 dicembre - William Bemrose, artista e scrittore britannico († 1908)

## Senza giorno specificato(42)
- Calixte Accarias, giurista francese († 1903)
- Luigi Agnini, avvocato e politico italiano († 1877)
- Cacique Aramare, militare venezuelano († 1896)
- Francesco Bartolini, architetto e ingegnere italiano († 1914)
- Giuditta Beltramelli, soprano italiano († 1910)
- Antonio Billia, giornalista e politico italiano († 1873)
- Giacomo Brufani, imprenditore italiano († 1892)
- Marija Obrenović, nobile rumena († 1876)
- Chandrakirti Singh, principe indiano († 1886)
- Ferdinando Cicconi, pittore italiano († 1886)
- Gerolamo Comi, presbitero italiano († 1909)
- Alexander Conze, archeologo tedesco († 1914)
- Pietro della Vedova, scultore e architetto italiano († 1898)
- Gaetano Di Giovanni, storico e politico italiano († 1912)
- Gaetano Fasanotti, pittore italiano († 1882)
- Irina Andreevna Fedosova, cantastorie russa († 1899)
- Heinrich Fehr, ingegnere e agronomo svizzero († 1887)
- Orsola Ferrari, pittrice italiana († 1915)
- Cesare Giorgetti, politico italiano († 1909)
- Carlo Giuliano, orafo italiano († 1895)
- Jean Casimir Félix Guyon, chirurgo francese († 1920)
- Hacı Arif Bey, compositore ottomano († 1885)
- Léon Heuzey, archeologo francese († 1922)
- Hedvig Keppler, fotografa finlandese († 1882)
- Haynes King, pittore britannico († 1904)
- Marcella Lotti della Santa, soprano italiano († 1901)
- Jules François Mabille, zoologo francese († 1904)
- Malharrao Gaekwad, principe indiano († 1882)
- Giovanni Meneguzzo, paleontologo italiano († 1912)
- Boris Alekseevič Miljutin, avvocato, scrittore e politico russo († 1886)
- José Ruperto Monagas, politico venezuelano († 1880)
- Carlo Monari, scultore e patriota italiano († 1918)
- Diarmaid Ó Donnabháin Rossa, attivista e politico irlandese († 1915)
- Gaetano Palloni, compositore italiano († 1892)
- Amelia Patti, cantante lirica italiana († 1915)
- Al-Zubayr Rahma Mansur, mercante e militare sudanese († 1913)
- Alexander Schmidt, fisiologo tedesco († 1894)
- Staka Skenderova, scrittrice, educatrice e religiosa bosniaca († 1891)
- Sotirios Sotiropoulos, politico greco († 1898)
- Ṣubḥ-i Azal, religioso persiano († 1912)
- Nicola Tondi, politico italiano († 1898)
- Toro Seduto, politico nativo americano († 1890)